# Norska motståndsrörelsen

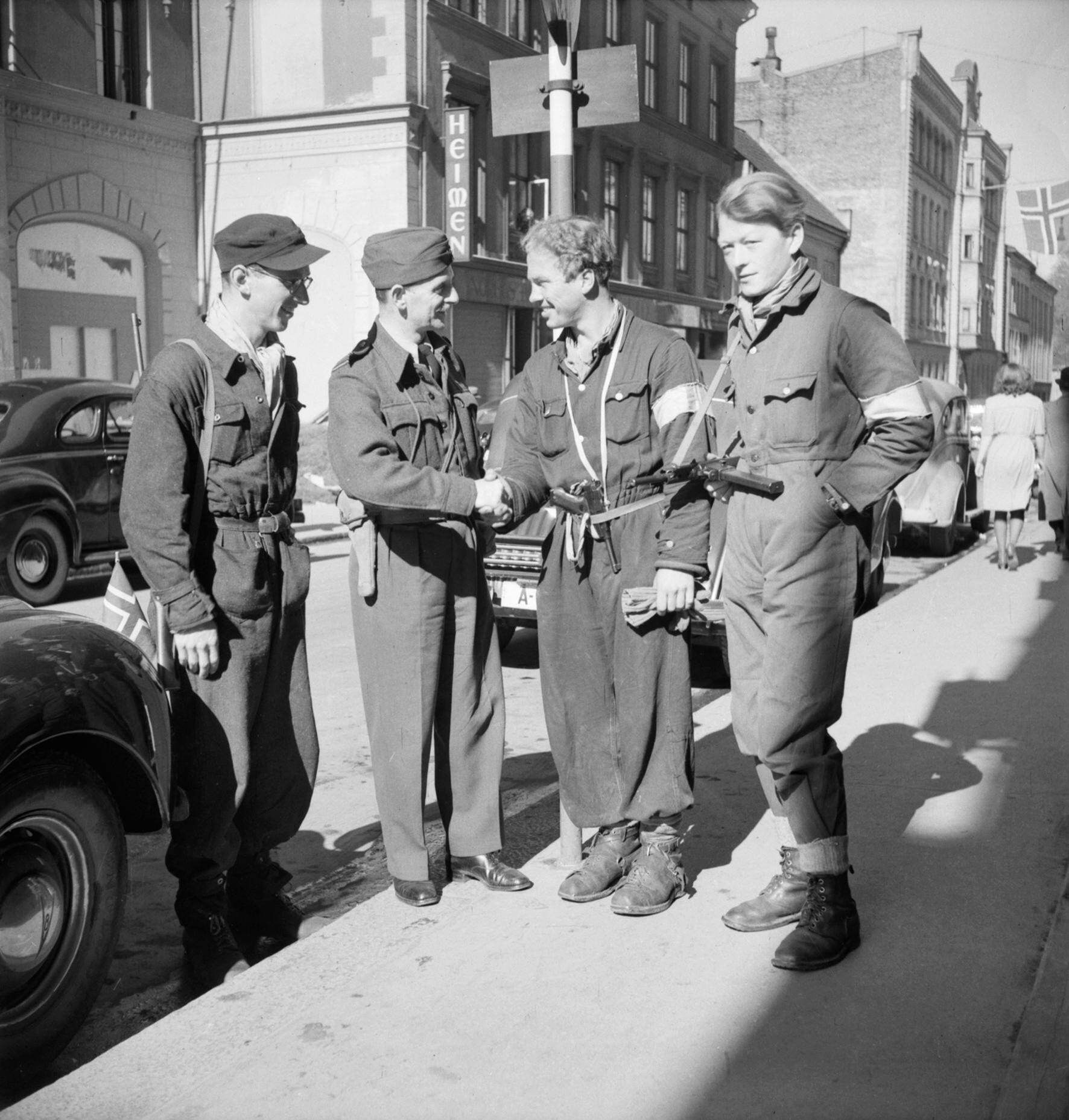
Två beväpnade motståndsmän i Oslo hälsar på en RAF-major när de brittiska styrkorna anländer den 11 maj 1945.

Norska motståndsrörelsen (Motstandsbevegelsen) kallades de grupper i Norge som gjorde aktivt och passivt motstånd  mot Vidkun Quislings regim och mot Nazitysklands ockupation av Norge under andra världskriget. En känd sådan organisation var Milorg. Några av motståndsgrupperna som ofta utförde uppdrag åt Milorg var Osvaldgruppen, 2A, Oslogjengen, Pellegruppen och SOE.
Ett mer omfattande begrepp är Hjemmefronten, vilket avser organiseringen av både militärt och civilt motstånd under gruppen Hjemmefrontens Ledelse.

## Bakgrund
När andra världskriget bröt ut den 1 september 1939 förklarade sig Norge neutralt, men efter midnatt den 9 april 1940  anföll tyskarna hamnstäderna Oslo, Bergen, Trondheim, Narvik och Kristiansand. Klockan 01.30 samlades den norska regeringen, ledd av statsminister Johan Nygaardsvold, till krismöte och klockan 05.00 anlände den tyske ambassadören Curt Bräuer till utrikesminister Halvdan Koht med ett ultimatum att acceptera Tysklands ockupation av Norge, vilket avvisades från norsk sida. 
Klockan 19.32 samma kväll höll Vidkun Quisling, partiledare för Nasjonal Samling, ett radiotal där han hävdade att den norska regeringen, ministären Nygaardsvold, hade avgått och att han själv bildat en ny regering med sig själv som Norges stats- och utrikesminister. Denna statskupp kom efter att Quisling hade skapat egna kontakter med Nazityskland och även fört samtal med Hitler om Norges och Nordens framtid inom ett storgermanskt rike. Quisling förde också samtal med tyska underrättelseofficerare i Köpenhamn bara några dagar innan den tyska invasionen. Den tyska ockupationsmakten avsatte Quislings regering efter endast några dygn.
Regeringen, kungafamiljen, stortingets medlemmar och utländska diplomater evakuerades från Oslo. Kungen och regeringen bildade kort därefter en exilregering i London.

## Militärt motstånd

### Milorg
Milorg var en hemlig militärorganisation och väpnad motståndsrörelse som bildades i maj 1941 efter Tysklands ockupation och Quislings statskupp. Milorg deltog i sprängningen av tungvattenfabriken i Rjukan som var nödvändig för tyskarnas försök att utveckla kärnvapen.  

### Osvaldgruppen

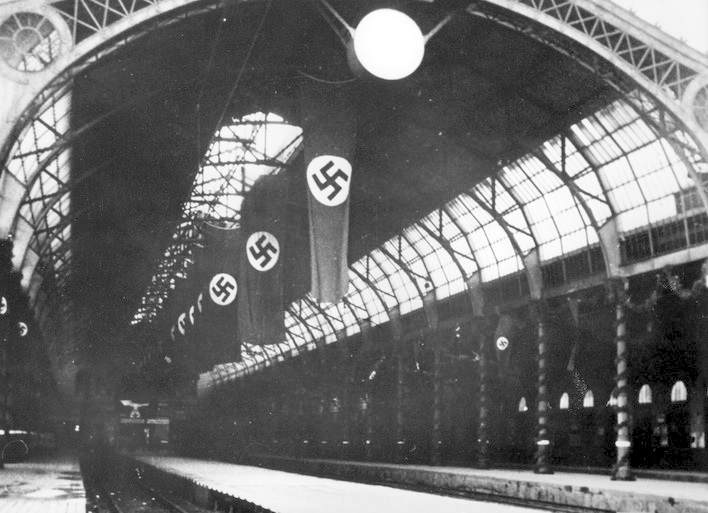
Spårområdet på Østbanestasjonen 1942, samma år som Osvaldgruppen sprängde anläggningen. Hakkorsbaneren hängdes upp med anledning av Heinrich Himmlers Oslobesök.

De första sabotagen genomfördes av den kommunistiska motståndsgruppen Osvaldgruppen som leddes av Asbjørn Sunde, vanligen omnämnd som ”Osvald”. Gruppen angrep främst industrier och järnvägar av vikt för tyskarna, samt tyska trupptransporter. Gruppen utförde också en rad likvideringar av framstående nazister, ofta på uppdrag av Milorg. De publicerade också illegala tidningar och bedrev flyktingsmuggling till Sverige. 

### 2A
2A var namnet på ett nätverk av motståndsceller i Oslo, Østfold, Vestfold, Aust-Agder, Vest-Agder och Trondheim som leddes av bland annat Asbjørn Bryhn. 2A var involverade i aktioner mot ockupanterna vid en tidpunkt då detta delvis gick emot den norska Londonregeringens politik. Med tiden fick organisationen flera undergrupper som bland annat bedrev flyktingtrafik ut ur Norge, underrättelsetjänst och varningsverksamhet. Gruppen var också inblandad i tryckning och distribution av illegala tidningar samt aktioner för att befria arresterade motståndsmän.

### Oslogjengen
Oslogjengen leddes av Gunnar Sønsteby och var verksam i Oslo under 1944-1945. Gruppen samarbetade tätt med Milorgs centrala ledning och genomförde totalt 16 stora sabotageaktioner riktade mot de tyska ockupanterna. Mest känd är sprängningen av Arbeidsdirektoratet i Oslo 19 maj 1944.

### Pellegruppen
Pellegruppen leddes av Ragnar Sollie och var aktiv under andra halvan av 1944. Gruppens största bedrift var sprängningen av 5 skepp på Nylands- och Akers Mekaniska Verkstad i Oslo den 23 november 1944.

### SOE
SOE, Special Operations Executive, var en brittisk, hemlig militärenhet som planerade, ledde och genomförde sabotageaktioner mot tyskarna i ockuperade länder. I Norge deltog man bland annat i Operation Claymore, Operation Anklet och Tungvattenaktionen.

## Civilt motstånd

### Sivorg
Sivorg var Hjemmefrontens civila del där det operativa arbetet organiserades i fylkesgrupper med 100 medarbetare eller mer i vilka en kontaktman hade ansvar för kommunikation med Hjemmefrontens Ledelse. 

### Skolstriden
Under 1942 tvångsanslöt regimen alla Norges lärare till en ny, NS-styrd fackorganisation, Norges Laerersamband i syfte att försöka ta kontroll över landets utbildningsväsen. Ungefär 80 % av landets lärarkår skickade in skriftliga protester mot detta, vilket möttes av att utbildningsdepartementet skrev en förordning som hotade lärarna med avsked och tvångsarbete om de skulle välja att gå ur organisationen. En majoritet av lärarna vägrade att erkänna sig som medlemmar och straffades med att inte få sin lön utbetald. Andra former av repressalier var att lärare beordrades till straffarbete eller skickades till norska koncentrationsläger. Fler än 1 000 manliga lärare häktades och fördes till koncentrationslägren Grini och Jörstamoen.
Skolelever i landet tog varje tillfälle i akt att visa sitt trots mot regimen och de tyska ockupanterna, ofta genom att bära vissa klädesplagg eller märken som associerades med motståndet, vilket ledde till att utbildningsdepartementet skärpte förbudet mot "statsfientliga demonstrationer" till att innebära relegering eller “polismässig behandling”.
Skolfronten var stark. Både elever och föräldrar slöt upp vid lärarnas sida och det genomfördes insamlingar av pengar till de protesterande lärarna.

### Idrottsstrejken
I samband med tyskarnas nyordning av statsapparaten i Norge inrättade tyskarna även ett departement för "arbetstjänst och idrott" och upplöste de två befintliga stora norska idrottsförbunden. Idrotten skylle nyordnas efter tyskt mönster, vilket möttes av en mycket stark opposition. Idrottsstrejken handlade om att öppet vägra delta i officiella arrangemang, och istället möjligtvis vara med i hemliga tävlingar och fotbollsmatcher bakom ryggen på de tyska ockupationsmyndigheterna. Att idrotta och tävla i Norge under krigsåren 1940-1945 blev på så sätt sammankopplat med ett ställningstagande, en moralisk hållning, i den allmänna motståndskampen.